# Sotto il cielo di Parigi (film 1991)
Sotto il cielo di Parigi (Le ciel de Paris) è un film del 1991 diretto da Michel Béna.
Si tratta dell'unico film di questo regista, già aiuto di André Téchiné, morto pochi mesi prima dell'uscita in sala della pellicola.

## Trama
Dopo aver lasciato la Provenza, Suzanne e il suo amico omosessuale Marc si stabiliscono in un appartamento di Parigi a vivere insieme. 
Lei lavora come fiorista e insieme all'amico frequentano regolarmente una piscina. Qui un giorno Suzanne ha un malore ed è soccorsa dal giovane Lucien.
Marc appare subito attratto da Lucien e lo invita ad andare insieme a loro ad una festa. Lucien, che lavora nella tipografia di famiglia in periferia, vorrebbe tanto vivere a Parigi e, preso a frequentare i due, si innamora presto di Suzanne.
Suzanne, uscita da una lunga storia, è molto prudente nelle relazioni con gli uomini, a differenza dell'amica Clothilde, che con più leggerezza si lascia andare, sebbene le cose non vadano come lei vorrebbe.
Il netto rifiuto di Lucien non placa il desiderio di Marc, che fatica a trattenere la propria reazione violenta. D'altra parte Suzanne respinge le reiterate avance di Lucien che  non si dà per vinto.
Solo Suzanne sembra concepire il rapporto con gli altri due come una semplice amicizia. Salvo poi mettere alla prova Marc, o forse se stessa, con un gioco che però non fa che confondere i ruoli.